# 신진 크라운

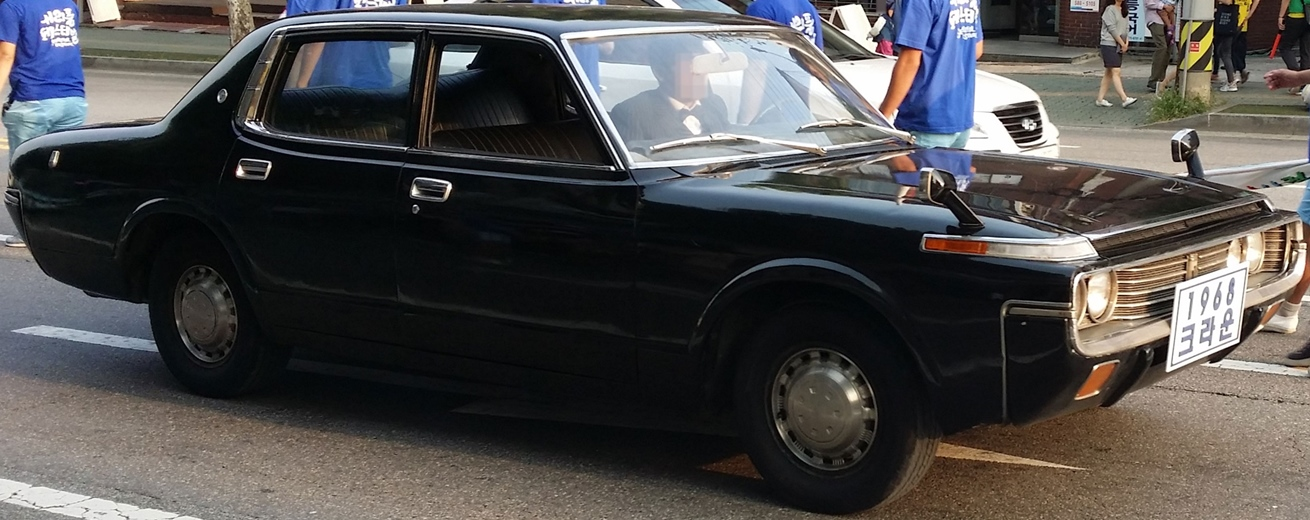
신진 크라운 정측면

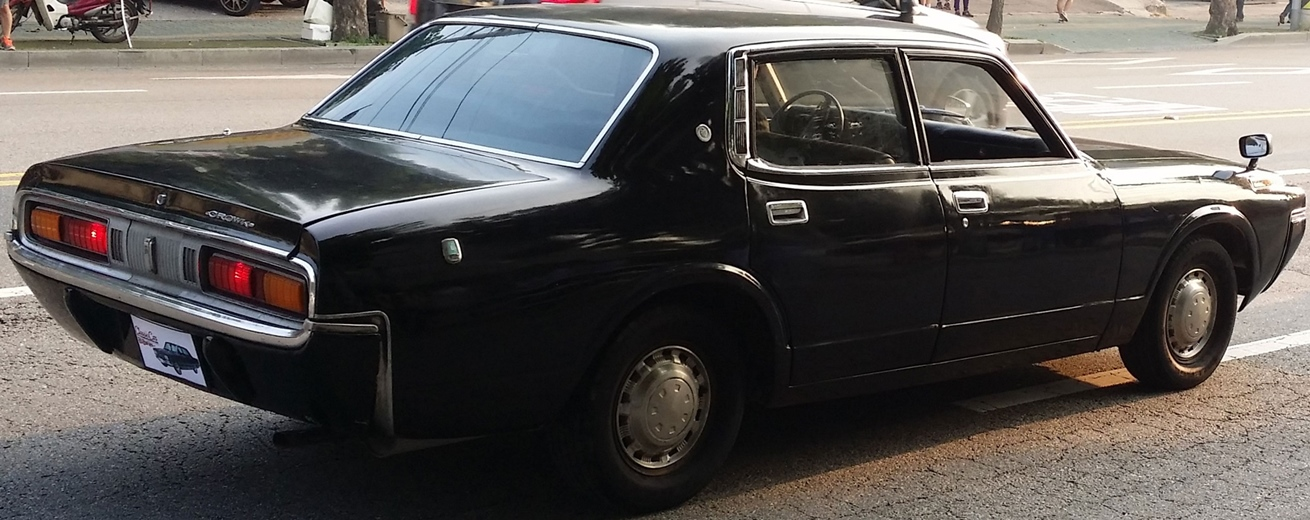
신진 크라운 후측면

신진 크라운은 한국 GM의 모태 회사인 신진 자동차가 일본의 자동차 제조업체 토요타와 기술을 제휴하고, 신진 자동차가 토요타의 중형 승용차 모델인 코로나의 2세데 모델부터 4세데 모델까지 부품을 들요와 조립 생산했던 중형 승용차이다.